# Mycetophila spinilineata
Mycetophila spinilineata är en tvåvingeart som beskrevs av Mitsuhiro Sasakawa 2005. Mycetophila spinilineata ingår i släktet Mycetophila och familjen svampmyggor. Inga underarter finns listade i Catalogue of Life.